# Bomfunk MC's
O Bomfunk MC's é um grupo de dance music e breakbeat, formado em 1997, na Finlândia. Têm como principal vocalista o inglês Raymond Ebanks (vulgo B.O.W.), DJ Gismo e seu produtor, Jaako Saalovara (vulgo JS16). O grupo separou-se em 2005, mas voltou a se reunir em 2018. 

## História
O primeiro álbum da banda, In Stereo (Sony Music), foi lançado em 1999 e chegou ao 1º lugar na Finlândia, ao 2º na Noruega e ao 6º na Suécia. Atualmente, In Stereo é dupla platina na Finlândia e ouro na Áustralia, Noruega, Polônia e Suécia. O álbum inclui os singles "Uprocking Beats", "Freestyler" e "B-Boys & Flygirls", todos de grande sucesso na Finlândia. O sucesso levou "Freestyler", 3ª single extraído de In Stereo, a ser lançado na Escandinávia e Alemanha. Em 2000, o single se tornou um grande êxito na Europa, chegando aos lugares cimeiros de vários países europeus e da Turquia, assim como à vice-liderança do UK Singles Chart. O sucesso de "Freestyler" levou então a que "B-Boys & Flygirls" e "Uprocking Beats" fossem lançados fora da Finlândia. "B-Boys & Flygirls" não foi lançado no Reino Unido, sendo que aí foi "Uprocking Beats" que serviu como segundo single de promoção a In Stereo.
Em setembro de 2002, DJ Gismo saiu do grupo (e entrou para a banda Stonedelp, sendo prontamente substituído pelo DJ Riku Pentti, Okke Konulainen e Troni Mcburger.

## Discografia
- "Freestyler" (United States Edition) 2000
- "B-Boys & Flygirls (Y2K Mix)" 2000
- "B-Boys & Flygirls (Y2K Mix German Edition)" 2000
- "B-Boys & Flygirls (Y2K Mix Danish Edition)" 2000
- "Uprocking Beats (JS 16 Radio Mix)" 2000
- "Uprocking Beats (JS 16 Radio Mix UK Promo)" 2000
- "Uprocking Beats (JS 16 Radio Mix UK Edition CD1)" 2000
- "Uprocking Beats (JS 16 Radio Mix UK Edition CD2)" 2000
- "Uprocking Beats (JS 16 Radio Mix UK Master Promo)" 2000
- "Uprocking Beats (JS 16 Radio Mix US Edition 12" Vinyl)" 2000
- "Super Electric (CD Single/Maxi)" 2001
- "Super Electric (European Edition 12" Vinyl)" 2002
- "Live Your Life" (feat. Max'C CD Single/Maxi) 2002
- "Live Your Life" (European Edition 12" Vinyl) 2002
- "Live Your Life" (Germany Re-edition CD Maxi) 2002
- "Live Your Life" (Finland Promo) 2002
- "(Crack It!) Something Goin' On" (feat. Jessica Folcker CD Single/Maxi), partial cover of a track by Anni-Frid Lyngstad 2002
- "Back To Back" (feat. Z-MC CD Single) 2002
- "No Way In Hell (CD Maxi)" 2004
- "No Way In Hell (European Edition 12" Vinyl)" 2004
- "No Way In Hell (European Promo)" 2004
- "Hypnotic" (feat. Elena Mady CD Single) 2004
- "Hypnotic" (CD Maxi) 2005
- "Turn It Up" (feat. Anna Nordell Radio Promo) 2005

## Membros
- Raymond Ebanks
- Ari Toikka
- Ville Mäkinen
- Riku Pentti aka DJ Infecto
- Okke Komulainen

## Ex-membros
- DJ Gismo (saiu em setembro de 2002)